# Bogdan Grzeloński
Bogdan Kazimierz Grzeloński (ur. 1941 w Łodzi, zm. 1 sierpnia 2023) – polski dyplomata i historyk, doktor habilitowany nauk humanistycznych, w latach 1997–2000 ambasador RP w Kanadzie.

## Życiorys
Ukończył historię na Uniwersytecie Warszawskim, specjalizując się w historii politycznej Stanów Zjednoczonych Ameryki. Doktorat i habilitację (1996) zdobył w zakresie historii dyplomacji. Odbywał studia naukowe i prowadził badania m.in. w USA (Columbia University), Londynie, Moskwie, Budapeszcie. Od 1972 pracownik Szkoły Głównej Handlowej.
Od 1991 do 1993 dyrektor Szkoły Polskiej przy Ambasadzie RP w Londynie. Specjalista w Kancelarii Prezydenta RP (1995–1996), dyrektor Kanadyjsko-Polskiego Programu (1996–1997). W latach 1997–2000 ambasador RP w Kanadzie.
W latach 2000–2007 rektor Szkoły Wyższej im. Pawła Włodkowica w Płocku.
Od 2009 wykładowca Wydziału Prawa Uniwersytetu SWPS w Warszawie. W latach 2012–2015 pełnił funkcję Dziekana Wydziału Prawa Uniwersytetu SWPS w Warszawie.
Współautor książki Polacy w wojnach amerykańskich, 1775–1783, 1861–1865 (1973).

## Odznaczenia
- Krzyż Kawalerski Orderu Odrodzenia Polski (2002)[3]